# Canaceoides hawaiiensis
Canaceoides hawaiiensis är en tvåvingeart som beskrevs av Wirth 1969. Canaceoides hawaiiensis ingår i släktet Canaceoides och familjen Canacidae. Inga underarter finns listade i Catalogue of Life.